# Sturton le Steeple
Sturton le Steeple est un village du district de Bassetlaw dans le Nottinghamshire, en Angleterre.
Sa population était de 486 habitants en 2011.